# Muito Pouco
Muito Pouco é um projeto musical de Paulinho Moska no qual ele lançou dois álbuns no mesmo dia, um chamado Pouco, e o outro, Muito. Os álbuns podem ser comprados juntos, ou separadamente.

## Os álbuns
Muito, o primeiro álbum, foi gravado com uma banda, trazendo, assim, um faceta mais pop. Pouco, o segundo álbum, é um disco mais vazio, sem bateria (às vezes com alguma percussão), com um som mais leve. As letras são mais "passivas" ou "introvertidas".
Apesar disso, tanto Muito como Pouco dialogam entre si, fazendo com que sejam considerados um álbum duplo. Desta forma, eles podem ser vendidos tanto juntos, quanto separadamente, mas juntos, eles vêem em uma caixa especial que contem um encarte extra, com uma foto e com um texto a respeito.
As fotos de cada disco também dialogam no sentido de estabelecer paralelos e gêmeos.
Antonio Carlos Miguel, crítico musical do jornal O Globo, deu uma nota regular ao álbum, dizendo que "bem peneirados, "Muito" e "Pouco" renderiam um único disco, melhor resolvido que os dois. Muitas das sobras estão no segundo."
Sobre as canções, Pouco tem a músicas compostas por Chico Cesar, Kevin Johansen, Maria Gadú, Pedro Aznar e três canções em parceria com Zélia Duncan. Já em Muito, todas as canções são de Moska, exceto "Soneto de Seu Corpo" composta com Leoni.

## Faixas
| 1. "Devagar, Divagar ou de Vagar?" 2. "Muito Pouco" 3. "Deve Ser o Amor" 4. "Canção Prisão" 5. "Soneto do Teu Corpo" 6. "Ainda" 7. "Pêndulo" 8. "Quantas Vidas Você Tem?" 9. "Antes de Começar" | 1. "Semicoisas" 2. "O Tom do Amor" 3. "Sinto Encanto" 4. "Nuvem" 5. "Waiting For the Sun to Shine" 6. "Provavelmente Você" 7. "Oh My Love, My Love" 8. "Não" 9. "Saudade" |